# Баринага, Хуан
Хуан Игнасио Баринага (исп. Juan Ignacio Barinaga; род. 10 октября 2000, Росарио, Санта-Фе) — аргентинский футболист, защитник клуба «Бельграно».

## Клубная карьера
Баринага — воспитанник клубов «Ньюэллс Олд Бойз» и «Бельграно». 7 сентября 2019 года в матче против «Депортиво Морон» он дебютировал в Примера B Насьональ в составе последнего. 5 декабря 2020 года в поединке против «Индепендьенте Ривадавия» Хуан забил свой первый гол за «Бельграно». В 2023 году игрок помог клубу выйти в элиту. 12 марта в матче против «Лануса» он дебютировал в аргентинской Примере.